# کارستن دتلفسن
کارستن دتلفسن (انگلیسی: Carsten Dethlefsen؛ زادهٔ ۱۸ ژانویهٔ ۱۹۶۹) بازیکن فوتبال اهل دانمارک است.
از باشگاه‌هایی که در آن بازی کرده‌است می‌توان به اشاره کرد.
وی همچنین در تیم ملی فوتبال دانمارک بازی کرده‌است.